# Bioussac
Bioussac är en kommun i departementet Charente i regionen Nouvelle-Aquitaine i västra Frankrike. Kommunen ligger  i kantonen Ruffec som ligger i arrondissementet Confolens. År 2022 hade Bioussac 208 invånare.

## Befolkningsutveckling
Antalet invånare i kommunen Bioussac
Referens:INSEE